# Света Лидия (Лидия)
„Света Лидия“ (на гръцки: Ιερό Προσκύνημα Αγίας Λυδίας Φιλιππήσιας Βαπτιστήριο) е православна поклонническа църква в Егейска Македония, Гърция, част от Филипийската, Неаполска и Тасоска епархия на Вселенската патриаршия.

## Местоположение
Църквата е разположена веднага извън северозападната порта на античния град Филипи и на няколко метра от основите на римски мост над рекичката Зигактис. Това е предполагаемото място на кръщение на Лидия Филипийска, първата християнка в Европа, чието покръстване от Апостол Павел в I век е описано в „Деянията на Апостолите“.
До църквата, на самото място на кръщение на Лидия е създаден баптистерий на открито.

## История
Инициатор за построяването на храма е митрополит Александър Филипийски, Неаполски и Тасоски. Проектът е дело на архитект Йоанис Куманудис от Националната мецовска политехника, а изпълнението на архитект и инженер Христос Бацис, спечелил национален конкурс. Църквата е завършена и отворена в 1974 година.

## Описание
Храмът е кръщелен (баптистерий) и поклоннически и това е отразено в архитектурата му. Сградата е осмоъгълник, в чийто център има мраморен басейн за кръщенета, а вляво и вдясно има помещения за преобличане на възрастни.
След като митрополит Прокопий заема Филипийската катедрата в 1974 година, той полага големи грижи да украсата на храма. Църквата има красиви уникални витражи, дело на видната атинска художничка Меропи Прека. На витраж в конхата на апсидата са изобразени основателят на Филипийската църква - първата в Европа - апостол Павел и Света Лидия Филипийска, както и други светци.
Подът и цялостно интериорът е облицован с местен мрамор, обработен със специална техника. Полилеите са ръчно ковани, прости и строги, подобни на тези от раннохристиянските времена. Иконостасът е мраморен, по модел на този във Филипийската базилика A. Владишкият трон също е мраморен и следващ раннохристиянски модели.
Красивите мозайки и стенописите са дело на коринтския художник Власиос Цоцонис. В купола на кръщелнята вместо традиционния Христос Вседържител като уникално решение е изобразено Кръщение Господне. Уникална е и мозайката в олтарната конха - Света Богородица Животворящ източник вместо Света Богородица Ширшая небес. Това е направено за да се свърже Животворящият източник с реката на кръщението на Света Лидия. Агиографиите в основата на купола също са уникални със своите композиции - изобразени са осемте кръщения от „Деянията на Апостолите“, сред тях и това на Апостол Павел от Апостол Ананий в Дамаск. Стенописите на тавана разказват събитията станали във Филипи, след пристигането на Апостол Павел: Проповедта на река Зигактис пред жените, Кръщението на Лидия, Затварянето на Апостолите, Земетресението и т. н. На пода в нартекса на баптистерия има уникална мозайка с обиколката на Павел във Филипи, Бер, Атина и Коринт.